# Emilio Ferrera
Pour les articles homonymes, voir Emilio et Ferrera (homonymie).
Ferrera  Patricio est un nom espagnol. Le premier nom de famille, en général paternel, est Ferrera ; le second, en général maternel, souvent omis, est Patricio.
Emilio Ferrera Patricio, né le 19 juin 1967 à Schaerbeek en Belgique, est un ancien footballeur espagnol devenu entraîneur. 
Il est le frère cadet de Manu Ferrera et l'oncle de Yannick Ferrera.
Il obtient la nationalité belge le 6 octobre 2000[réf. nécessaire].

## Carrière

### Carrière de joueur
Emilio Ferrera réalise une carrière de joueur assez modeste. En effet, il évolue chez les jeunes du RSC Anderlecht avant de défendre les couleurs de petits clubs sans jamais atteindre la division 1.

Après sa carrière de joueur, il fait son stage d'entraîneur auprès du FC Barcelone.

### Carrière d'entraîneur
C'est en tant qu'entraîneur qu'il parvient à se faire un nom. Il commence au Racing Bruxelles avant de suivre Leo Beenhakker au Mexique. Il revient en Belgique la saison suivante et monte un à un les échelons avant de découvrir la division 1 avec le KSK Beveren. Mais c'est en 2002 qu'il réalise son premier fait d'armes. Au RWD Molenbeek, alors à l'agonie, il parvient à hisser le club à une très belle 10e place malheureusement inutile car le club est radié à la fin de la saison. L'année suivante, il amène le Lierse SK après une remarquable saison à la 5e place finale aidé notamment par le duo offensif Arouna Koné-Stein Huysegems. De bons résultats qui lui permettent de se faire une réputation de maître tacticien en Belgique.
Après cette période faste, Ferrera entame un véritablement chemin de croix. Il va de déception en déception, de club en club. 

#### FC Bruges
Jusqu'au 3 avril 2006, alors sans club, il reçoit, à la surprise générale, une chance unique de montrer ce qu'il sait faire et remplace Jan Ceulemans à la tête du FC Bruges. Il ne rate pas ses débuts et ne perd aucun des 5 derniers matchs de la saison garantissant la 3e place finale à Bruges. Il est remercié par la direction du club le 28 janvier 2007, après la défaite de son équipe contre Roulers.

#### Skoda Xanthi
En juin 2007, il rejoint les rangs du Skoda Xanthi, évoluant en 1re division grecque. Il sera remercié en octobre 2007 malgré un bon début de championnat.

#### Panthrakikos FC
Il officie ensuite à partir de juin 2008 au Panthrakikos FC, néo-promu parmi l'élite pour la première fois de son histoire.

#### Panionios Athènes
Il entraîne ensuite le Panionios Athènes.

#### KSC Lokeren
En janvier 2010, il rejoint le club belge de Lokeren qui a déjà licencié deux entraîneurs durant cette saison.

#### KRC Genk
Le 24 février 2014, il prend le poste d’entraîneur du club belge du KRC Genk. Le 29 juillet 2014, après seulement une journée de championnat et une défaite 1-3 face à Malines, il est licencié du club limbourgeois.

#### FCV Dender
Le 30 décembre 2014, Ferrera signe au FCV Dender EH, qui évolue en division 3, avec pour mission de le maintenir.  Il a signé un contrat jusqu'à la fin de la saison.
Il réussit à obtenir le maintien du club et prolonge donc son contrat avec le club.

#### Oud-Heverlee Louvain
Le 26 novembre 2015, il signe pour 2 ans et demi à Oud-Heverlee Louvain où il aura pour mission de maintenir le club louvaniste en Jupiler Pro League.  Malgré un meilleur bilan que son prédécesseur, il n'arrive pas à obtenir le maintien du club en division 1. Cela n'empêche pas le club louvaniste de prolonger son contrat pour 3 ans et lui donne comme nouveau défi de faire remonter le club le plus rapidement possible parmi l'élite.
Il est remercié le 15 janvier 2017 pour manque de résultats malgré un football attrayant.

#### Sporting d'Anderlecht (jeunes)
Le 20 juin 2017, Emilio Ferrera signe au Sporting d'Anderlecht où il aura pour rôle de superviser les entraîneurs des jeunes et de faciliter la transition entre le noyau Espoirs et l'équipe première.  Il devient le 6 septembre 2017 l'entraineur de l'équipe U21 d'Anderlecht.

#### Standard de Liège (adjoint)
Il quitte les espoirs d'Anderlecht et devient le 1er juillet 2018 le nouvel entraîneur adjoint de Michel Preud'homme au Standard de Liège où il aura un rôle de T1 au quotidien.
A la fin de la saison 2018-2019, Ferrera quitte le staff de Michel Preud'homme. Cité dans un premier temps pour reprendre l'équipe Espoir du club liégeois, il quitte finalement le club de manière définitive.

#### F91 Dudelange
Le 14 juin 2019, il devient le nouvel entraîneur principal du club luxembourgeois F91 Dudelange.
Malgré une qualification pour la Ligue Europa, Emilio Ferrera est limogé le 17 septembre 2019 pour manque de résultat en championnat (12e au classement avec 4 points en 5 matches).

#### RFC Seraing
Le 9 janvier 2020, Emilio Ferrera devient le nouvel entraîneur principal du RFC Seraing où il aura pour adjoint Marc Grosjean.  
A la fin de la saison 2020-2021 de la D1B, il réussit via les barrages à faire monter en D1A les "métallos". Une promotion considérée comme un exploit, la dernière participation du club Sérésien datant de 25 ans.

#### La Gantoise (jeunes)
Le 27 mai 2021, la presse annonce qu'Emilio Ferrera rejoint la Gantoise en tant que responsable de la formation des jeunes.

#### RAEC Mons
Le 6 mai 2025 il devient l'entraîneur du RAEC Mons, Le 17 août 2025 le club annonce la mettre à terme sa collaboration.